# Меньшовка (приток Алатыря)
Меньшовка — река в России, протекает в Лукояновском и Починковском районах Нижегородской области. Устье реки находится в 213 км по левому берегу реки Алатырь. Длина реки составляет 11 км.
Исток реки в Лукояновском районе восточнее села Николай-Дар в 18 км к юго-востоку от города Лукоянов. Река течёт на юго-запад, перетекает в Починковский район, где течёт вдоль села Новое Урюпино. Впадает в Алатырь чуть ниже села Мадаево.

## Данные водного реестра
По данным государственного водного реестра России относится к Верхневолжскому бассейновому округу, водохозяйственный участок реки — Алатырь от истока и до устья, речной подбассейн реки — Сура. Речной бассейн реки — (Верхняя) Волга до Куйбышевского водохранилища (без бассейна Оки).
По данным геоинформационной системы водохозяйственного районирования территории РФ, подготовленной Федеральным агентством водных ресурсов:
- Код водного объекта в государственном водном реестре — 08010500212210000037925
- Код по гидрологической изученности (ГИ) — 110003792
- Код бассейна — 08.01.05.002
- Номер тома по ГИ — 10
- Выпуск по ГИ — 0